# Jan Lukas
Jan Antoni Lukas (ur. 9 września 1877, zm. w maju/czerwcu 1941 w ZSRR) – pułkownik audytor Wojska Polskiego.

## Życiorys
Jan Lukas urodził się 9 września 1877. Pełnił zawodową służbę wojskową w audytoriacie cesarskiej i królewskiej armii. Na stopień kapitana audytora został mianowany ze starszeństwem z dniem 1 maja 1906 roku. W latach 1912–1913 wziął udział w mobilizacji sił zbrojnych Monarchii Austro-Węgierskiej, wprowadzonej w związku z wojną na Bałkanach. W 1914 roku pełnił służbę w Pułku Piechoty Nr 58 w Stanisławowie. Na stopień majora audytora został mianowany ze starszeństwem z 1 maja 1915 roku. W latach 1916–1918 pełnił służbę w Sądzie Dywizyjnym w Jarosławiu.
Po zakończeniu I wojny światowej, jako były oficer c. i k. armii został przyjęty do Wojska Polskiego. 24 czerwca 1919 został mianowany sędzią wojskowym w Sądzie Okręgu Generalnego w Krakowie. Następnie został szefem Sądu Wojskowego Okręgu Generalnego Grodno. 24 czerwca 1920 został zatwierdzony z dniem 1 kwietnia 1920 w stopniu podpułkownika, w Korpusie Sądowym, w grupie oficerów z byłej armii austriacko-węgierskiej. 10 sierpnia 1920 został wyznaczony na stanowisko szefa sądu polowego etapu 2 Armii. Od 16 lutego do października 1921 był szefem Sądu Wojskowego Okręgu Generalnego Kielce.
Został awansowany na stopień pułkownika w korpusie oficerów zawodowych sądowych ze starszeństwem z dniem 1 czerwca 1919. W 1923 był szefem Wojskowego Sądu Okręgowego Nr III, początkowo z siedzibą w Grodnie, a od czerwca 1924 z siedzibą w Wilnie. Z dniem 31 marca 1928 roku został przeniesiony w stan spoczynku. W 1934 jako emerytowany pułkownik w korpusie oficerów sądowych pozostawał wówczas w ewidencji Powiatowej Komendy Uzupełnień Wilno Miasto.
W 1941 został aresztowany przez organa NKWD Zachodniej Białorusi . Według jednej relacji zmarł na przełomie maja i czerwca 1941 w Kałagandzie na obszarze ZSRR.

## Ordery i odznaczenia
- Signum Laudis Brązowy Medal Zasługi Wojskowej na wstążce Krzyża Zasługi Wojskowej[3]
- Krzyż Jubileuszowy Wojskowy[2]
- Krzyż Pamiątkowy Mobilizacji 1912–1913[2]